# Coelotes suthepicus
Coelotes suthepicus là một loài nhện trong họ Amaurobiidae.
Loài này thuộc chi Coelotes. Coelotes suthepicus được Pakawin Dankittipakul, Chami-Kranon & Jia-Fu Wang miêu tả năm 2005.